# Mot
Mot – w mitologii ugaryckiej bóg śmierci (po semicku mawt, mot "śmierć")
Był to fenicki bóg wysuszonej letnim skwarem ziemi, a zatem niejako odpowiadał za suszę, bezpłodność i śmierć. Jest też panem świata podziemnego, zwanego "trupiarnia ziemi". W toczonej z nim co roku walce ugarycki bóg deszczu Baal ginął, gdy ginęła roślinność, i zstępował do świata podziemnego, aby z nastaniem wiosny powstać z martwych. Nieustanna walka między życiem a śmiercią była tematem dramatycznego mitu, który głęboko poruszał i przynosił oczyszczenie wewnętrzne. Co roku ratowała Baala przed wrogim mu Motem ugarycka bogini Anat – strażniczka sprawiedliwości i praw.